# Siddharta in Simfonični orkester RTV Slovenija
Siddharta in Simfonični orkester RTV Slovenija je dvojni album v živo slovenske rock skupine Siddharta, izdan leta 2013. Posnet je bil 17. in 18. junija 2013 na koncertu v Cankarjevem domu v sodelovanju s Simfoničnim orkestrom RTV Slovenija kot proslavitev desetletnice sodelovanja. Vsebuje tudi DVD posnetek koncerta.
Pesem »Livingstonov poslednji poljub« je bila napisana za istoimensko gledališko predstavo Nane Milčinski.

## Seznam pesmi
Avtorske pravice so navedene pri originalnih izvedbah pesmi. »Livingstonov poslednji poljub« in »Novi svet (Keaziree)« je napisala in uglasbila Siddharta.
| Prvi CD | Prvi CD            | Prvi CD |
| Št.     | Naslov             | Dolžina |
| ------- | ------------------ | ------- |
| 1.      | „Siddharta‟        | 7:04    |
| 2.      | „Baroko‟           | 4:10    |
| 3.      | „Narava‟           | 4:54    |
| 4.      | „Rave‟             | 5:02    |
| 5.      | „Klinik‟           | 4:05    |
| 6.      | „Et tu‟            | 4:39    |
| 7.      | „Naiven ples‟      | 4:02    |
| 8.      | „Tom Waits for Me‟ | 3:17    |
| 9.      | „Eboran‟           | 4:35    |

| Drugi CD        | Drugi CD                                 | Drugi CD |
| Št.             | Naslov                                   | Dolžina  |
| --------------- | ---------------------------------------- | -------- |
| 1.              | „Bonsai‟                                 | 4:36     |
| 2.              | „Pot v X‟                                | 4:24     |
| 3.              | „Napoj‟                                  | 4:17     |
| 4.              | „Orion Lady‟                             | 5:22     |
| 5.              | „Sam‟                                    | 5:09     |
| 6.              | „Platina‟                                | 4:40     |
| 7.              | „Livingstonov poslednji poljub‟          | 3:21     |
| 8.              | „Novi svet (Keaziree)‟ (se prvič pojavi) | 5:12     |
| 9.              | „Samo edini‟                             | 5:32     |
| 10.             | „Vojna idej‟                             | 8:01     |
| Skupna dolžina: | Skupna dolžina:                          | 92:22    |

## Zasedba

### Siddharta
- Tomi Meglič – vokal, kitara
- Primož Benko – kitara
- Boštjan Meglič – bobni
- Jani Hace – bas kitara
- Tomaž Okroglič Rous – klavir

### Simfonični orkester RTV Slovenija
- Simon Krečič – dirigent
- Benjamin Ziervogel – koncertni mojster

### Dodatni glasbeniki
- Martin Janežič – Buco – tolkala
- Yebuah Tiran – mezzosopran na pesmi Livingstonov poslednji poljub
- Katarina Štefanič Rožanec – harmonika na pesmi Livingstonov poslednji poljub
- Brina Nataša Zupančič – violina na pesmi Livingstonov poslednji poljub
- Gregor Nestorov – marimba na pesmih Baroko in Vojna idej
- Otroški pevski zbor RTV Slovenija – zbor na pesmi Eboran